# Chirac (Lozère)
Chirac község Franciaország déli részén, Lozère megyében.
2016. január 1-jén Le Monastier-Pin-Moriès korábbi községgel egyesült és az így létrejött Bourgs sur Colagne új község része lett.

## Fekvés
Chirac az Aubrac-hegység lábánál, a Colagne patak völgyében fekszik, Marvejols-tól 5 km-re délnyugatra. Az Aubrac-ból érkező Piou, Viouriègres és Rioulong patakok itt ömlenek a Colagne-ba. Keletről a Saint-Bonnet-hegy, nyugatról a Truc de la Fare határolja. A község területének 20%-át (659 hektár) erdő borítja.
A község területe nyugat felé messze elnyúlik, számos Aubrac-i szórványtelepülés tartozik hozzá: Fabrèges, Alteyrac, Volmanières, Pratbinals, Le Croizier, La Chazette. Területe 605–1254 m magasságban fekszik (maga a falu 640 m-en).
Keletről Marvejols és Palhers, északról Antrenas és Saint-Laurent-de-Muret, nyugatról Les Salces, délről pedig Le Monastier-Pin-Moriès és Saint-Bonnet-de-Chirac községek határolják. A falun áthalad a Marvejols-La Canourgue közötti N2009-es főút és az ugyanezen a szakaszon haladó vasútvonal is. A falutól 2 km-re nyugatra halad az A75-ös autópálya Párizs és Montpellier között.

## Történelem
A község területe a történelmi Gévaudan Peyre-i báróságához tartozott. 1062-ben telepedtek itt le a bencés szerzetesek, akik Saint-Sauveur néven monostort alapítottak. A monostorhoz 1095-ben templomot, 1245-ben ispotályt is építettek. A monostor melletti település a középkorban központi szerepet játszott, 1350-ben már városi önkormányzata is volt. 1362-ben az angolok súlyos vereséget szenvedtek a százéves háborúban a Chirac melletti Lachamp-fennsíkon.
A gazdag kereskedőváros polgárai a 16. században protestáns hitre tértek. A vallásháborúk során sokat szenvedett, 1562-ben a hugenották felgyújtották és lerombolták erődítéseit. 1719-ben katasztrofális áradások sújtották. 1790-ben kantonközponttá vált. 1884-ben megépült a vasútvonal. 1921-ben súlyos tűzvész pusztított, ekkor pusztult el az a bástyatorony, mely a Place de la Tour névadója volt.

### Demográfia
| Év   | Lakosság |
| ---- | -------- |
| 1793 | 1560     |
| 1851 | 1696     |
| 1876 | 1383     |
| 1901 | 1215     |
| 1936 | 923      |

| Év   | Lakosság |
| ---- | -------- |
| 1946 | 862      |
| 1954 | 722      |
| 1962 | 801      |
| 1968 | 789      |

| Év   | Lakosság |
| ---- | -------- |
| 1975 | 689      |
| 1982 | 894      |
| 1990 | 983      |
| 1999 | 1006     |
| 2010 | 1172     |

## Nevezetességek
- Saint-Romain-templom – a 12. században épült román stílusban.
- La Chazette – a falutól 5 km-re nyugatra fekvő kis településnek saját temploma van.
- Saint-Jean-Baptiste-kápolna – 11. századi eredetű, jelenlegi formáját a 17. században nyerte el.
- La croix des Anglais – a százéves háború során az angolokkal vívott harcok helyén állították.
- Colagne-híd – 14. századi eredetű.
- Regourdel-vízesés
- Sonchirac-forrás
- Dolmen de la Fare

## Híres emberek
- Marceau Crespin (1915-1988) francia tábornok, a gyarmati háborúk hadvezére Chiracban született.
- Nicolas Greschny (1912-1985) festő gyakran tartózkodott itt.

## Kapcsolódó szócikk
- Lozère megye községei